# Meridià 139 a l'est
El meridià 139 a l'est de Greenwich és una línia de longitud que s'estén des del pol Nord travessant l'oceà Àrtic, Àsia, l'oceà Índic, l'oceà Antàrtic, Austràlia i l'Antàrtida fins al pol Sud.
El meridià 139 a l'est forma un cercle màxim amb el meridià 41 a l'oest. Com tots els altres meridians, la seva longitud correspon a una semicircumferència terrestre, uns 20.003,932 km. Al nivell de l'Equador, és a una distància del meridià de Greenwich de 15.473 km.

## De Pol a Pol
Començant en el pol Nord i dirigint-se cap al pol Sud, aquest meridià travessa:
| Coordenades                               | País, territori o mar | Notes |
| ----------------------------------------- | --------------------- | --- |
| 90° 0′ N, 139° 0′ E / 90.000°N,139.000°E  | Oceà Àrtic            | |
| 76° 12′ N, 139° 0′ E / 76.200°N,139.000°E | Rússia                | Sakhà — Illa Kotelni, illes de Nova Sibèria |
| 74° 39′ N, 139° 0′ E / 74.650°N,139.000°E | Mar de Làptev         | |
| 71° 35′ N, 139° 0′ E / 71.583°N,139.000°E | Rússia                | Sakhà — Krai de Khabàrovsk — des de 61° 20′ N, 139° 0′ E / 61.333°N,139.000°E |
| 57° 9′ N, 139° 0′ E / 57.150°N,139.000°E  | Mar d'Okhotsk         | |
| 54° 13′ N, 139° 0′ E / 54.217°N,139.000°E | Rússia                | Krai de Khabàrovsk |
| 47° 21′ N, 139° 0′ E / 47.350°N,139.000°E | Mar del Japó          | |
| 37° 54′ N, 139° 0′ E / 37.900°N,139.000°E | Japó                  | Illa de Honshū — Prefectura de Niigata (passa a l'oest del centre de Niigata) — Prefectura de Gunma — des de 36° 59′ N, 139° 0′ E / 36.983°N,139.000°E (passa a través del centre de Takasaki) — Prefectura de Saitama — des de 36° 8′ N, 139° 0′ E / 36.133°N,139.000°E — Prefectura de Tokyo — des de 35° 53′ N, 139° 0′ E / 35.883°N,139.000°E — Prefectura de Yamanashi — des de 35° 45′ N, 139° 0′ E / 35.750°N,139.000°E — Prefectura de Kanagawa — des de 35° 28′ N, 139° 0′ E / 35.467°N,139.000°E — Prefectura de Shizuoka — des de 35° 24′ N, 139° 0′ E / 35.400°N,139.000°E — Prefectura de Kanagawa — des de 35° 17′ N, 139° 0′ E / 35.283°N,139.000°E — Prefectura de Shizuoka — des de 35° 11′ N, 139° 0′ E / 35.183°N,139.000°E |
| 34° 43′ N, 139° 0′ E / 34.717°N,139.000°E | Oceà Pacífic          | passa a l'oest de l'illa de Kōzushima, Prefectura de Tòquio, Japó (a 34° 11′ N, 139° 7′ E / 34.183°N,139.117°E) |
| 1° 58′ S, 139° 0′ E / 1.967°S,139.000°E   | Indonèsia             | Illes de Nova Guinea, Yos Sudarso i Nova Guinea |
| 8° 12′ S, 139° 0′ E / 8.200°S,139.000°E   | Mar d'Arafura         | |
| 11° 42′ S, 139° 0′ E / 11.700°S,139.000°E | Golf de Carpentària   | passa a l'oest de l'illa Mornington, Austràlia (a 16° 38′ N, 139° 9′ E / 16.633°N,139.150°E) |
| 16° 53′ S, 139° 0′ E / 16.883°S,139.000°E | Austràlia             | Queensland Austràlia Meridional — des de 26° 0′ N, 139° 0′ E / 26.000°N,139.000°E |
| 35° 37′ S, 139° 0′ E / 35.617°S,139.000°E | Oceà Índic            | Les autoritats Austràlianes consideren això com a part de l'oceà Antàrtic[3][4] |
| 60° 0′ S, 139° 0′ E / 60.000°S,139.000°E  | Oceà Antàrtic         | |
| 66° 33′ S, 139° 0′ E / 66.550°S,139.000°E | Antàrtida             | Terra Adèlia, reclamat per França |